# Perdita ainsliei
Perdita ainsliei là một loài Hymenoptera trong họ Andrenidae. Loài này được Crawford mô tả khoa học năm 1932.